# جون لويس (سياسي كندي)
جون لويس هو قاضي وسياسي كندي، ولد في 27 أغسطس 1804. انتخب عضو الجمعية التشريعية لنيو برونزويك ‏ عن دائرة Albert County, New Brunswick ‏ (1852 – 1867).